# ژرژ دو سکودری
ژرژ دو سکودری (به فرانسوی: Georges de Scudéry) رمان‌نویس و نمایش‌نامه نویس قرن هفدهم میلادی اهل فرانسه است.